# Seppois-le-Bas
Seppois-le-Bas (deutsch Niedersept) ist eine französische Gemeinde mit 1426 Einwohnern (Stand 1. Januar 2022) im Département Haut-Rhin in der Europäischen Gebietskörperschaft Elsass und in der Region Grand Est.

## Geografie
Die Gemeinde Seppois-le-Bas und ihr südlicher Nachbar Seppois-le-Haut liegen im Tal der Largue. Seit den 1980er Jahren entwickelt sich Seppois-le-Bas zu einem Zentrum für die umliegenden Gemeinden, durch die zentrale Verkehrsanbindung. Hier kreuzt die Überlandstraße Delle-Basel die Largtalstraße von Dannemarie zur Schweizer Grenze. Seppois-le-Bas grenzt an die Region Bourgogne-Franche-Comté.

## Geschichte
In den Urkunden erscheint der Ort 1256 als Sape, Septe (1269) und schon 1257 in der französischen Form als Sepoy. Bis 1324 gehörte der Ort zur Grafschaft Pfirt (zur Vogtei Delle in der Herrschaft Belfort) und kam dann durch die Heirat der Johanna von Pfirt mit Herzog Albrecht II. von Österreich an Habsburg. Im Westfälischen Frieden 1648 ging der Ort mit dem ganzen elsässischen Besitz der Habsburger an die französische Krone. Nach dem Frankfurter Frieden vom 10. Mai 1871 gehörte der Ort bis 1918 zum deutschen Reichsland Elsaß-Lothringen. Seppois wurde dadurch deutsch-französisches Grenzdorf. Im Ersten Weltkrieg (1916) erlitt das Dorf schwerste Kriegsschäden. Es gelangte schon 1914 in die Kampfzone. Ende 1916 wurde das Dorf evakuiert. Bei der Rückkehr 1919 fanden die Einwohner ein Dorf in Ruinen vor. Im Zweiten Weltkrieg wurde Niedersept am 19. November 1944 als erstes elsässisches Dorf durch ein marokkanisches Infanterie-Regiment befreit.
Von 1258 bis 1303 lässt sich eine Adelsfamilie von Seppois nachweisen. Vom 16. Jahrhundert bis zur Revolution war die durch die Reformation vertriebene Züricher Adelsfamilie von Breitenlandenberg, die hier den Lehensbesitz derer von Hagenbach geerbt hatte, im Ort ansässig. Ein letzter Nachkomme des Illzacher Zweigs wohnte noch bis 1818 in Niedersept. Er gründete 1784 hier ein Eisenwerk, das 1847 von der Familie Jappy in Beaucourt übernommen wurde.
1530 gehörten zur Pfarrei die beiden Sept-Orte, Bisel und Luffendorf.
Die israelitische Gemeinde besaß eine (1869 errichtete, im Ersten Weltkrieg zerstörte) Synagoge und einen noch vorhandenen bis ins 18. Jahrhundert zurückgehenden Friedhof. Schon im 15. Jahrhundert wohnten Juden im Dorf. 1784 zählte deren Gemeinde 162 Mitglieder. 1854 wurde Niedersept Sitz eines Rabbinats.

## Infrastruktur
Die Gemeinde verfügt neben verschiedenen Gaststätten und einem Campingplatz über eine Bank, eine Poststelle, ein Ärztezentrum sowie diverse Kleinbetriebe.
Die Gemeinde besaß einen Bahnhof an der Bahnstrecke Dannemarie–Pfetterhouse.

## Bevölkerungsentwicklung
| Jahr      | 1962 | 1968 | 1975 | 1982 | 1990 | 1999 | 2007 | 2017 |
| Einwohner | 539  | 560  | 645  | 638  | 836  | 946  | 1080 | 1378 |

## Bauwerke

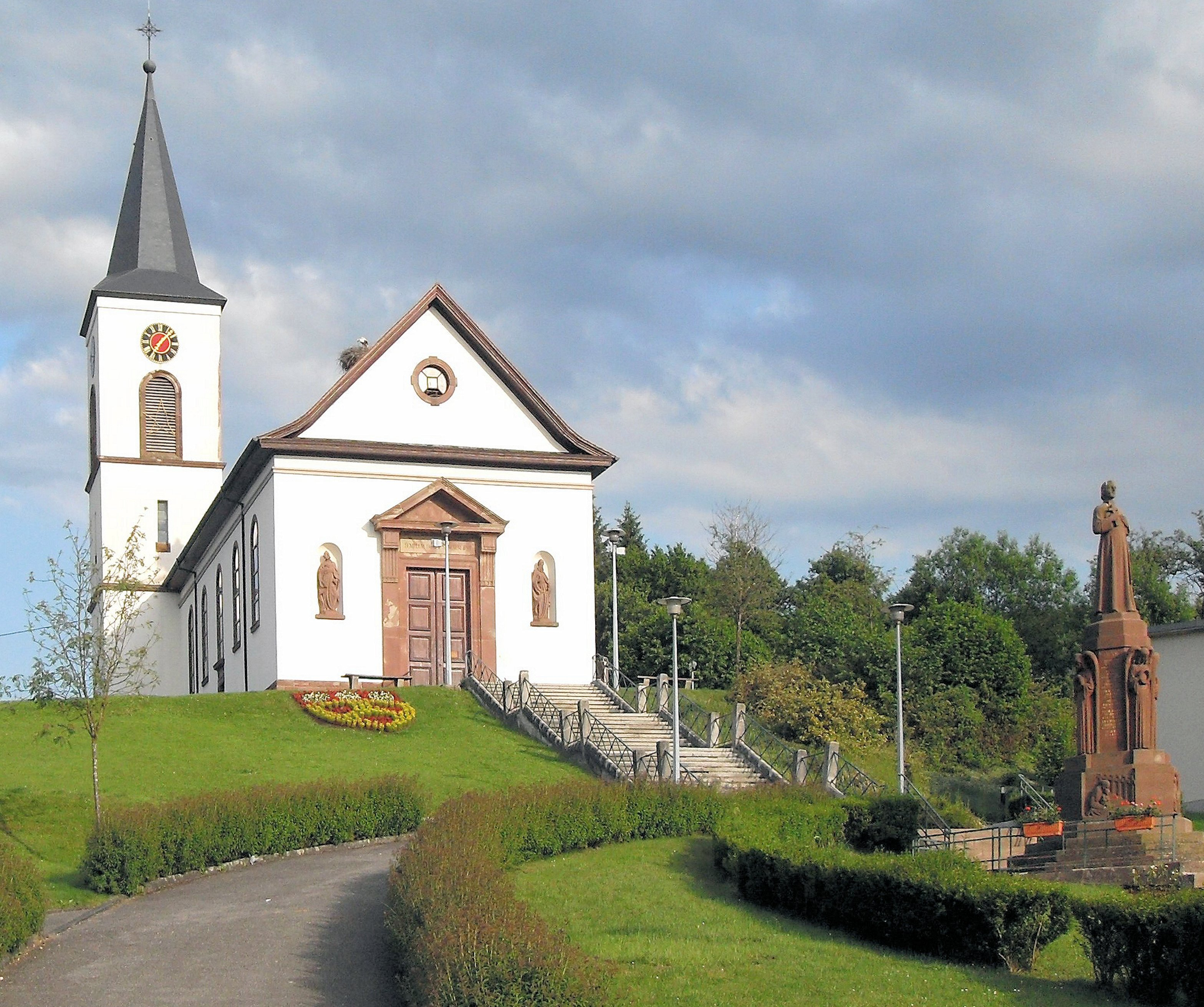
Kirche St. Mauritius

Die Pfarrkirche Sankt Mauritius (St. Maurice) wurde 1856 errichtet, im Ersten Weltkrieg beschädigt und 1925 in den alten, spätklassizistischen Formen wiederhergestellt.
Das Schulhaus (Mairie) ist ein schlichter spätklassizistischer Walmdachbau der Louis-Philippe-Zeit. Die drei Mittelachsen sind risalitartig hervorgehoben und mit einem Dreiecksgiebel bekrönt. Ein durchgehendes Kämpfergesims verbindet die Rundbogenfenster des Erdgeschosses.
Einige wenige Fachwerkbauten haben den Ersten Weltkrieg überstanden, darunter einige in der altertümlichen Ständerbauweise errichtete mit hauswandhohen Wandständern und Langstreben, zum Beispiel das Haus Nr. 11 an der Rue du Ricm. Altertümlich (teilweise 17. Jahrhundert?) auch das Haus Nr. 3 an der Rue des Charrons. Ein stattliches Fachwerkhaus an der Rue du Hummelberg mit auf Symmetrie bedachtem Fachwerk (18. Jahrhundert?).
Das Haus eines Eisenwerkbesitzers aus dem 18. Jahrhundert an der Rue du GMA Nr. 8